# Coenotephria juravolaria
Coenotephria juravolaria är en fjärilsart som beskrevs av Eugen Wehrli 1927. Coenotephria juravolaria ingår i släktet Coenotephria och familjen mätare. Inga underarter finns listade i Catalogue of Life.